# (34463) 2000 SB101
2000 SB101 (asteroide 34463) é um asteroide da cintura principal. Possui uma excentricidade de 0.19470590 e uma inclinação de 12.47945º.
Este asteroide foi descoberto no dia 23 de setembro de 2000 por LINEAR em Socorro.